# Про собаку Розку
«Про собаку Розку» — российский рисованный мультфильм 2009 года, созданный на студии «Пилот». Режиссёр Андрей Соколов создал его на основе поморских народных сказок .
Мультфильм входит в мультсериал «Гора самоцветов». В начале мультфильма — пластилиновая заставка «Мы живём в России — Архангельск».

## Сюжет
Ехал как-то барин в новой паровой машине. С собой вёз собачку. Только не понравилась собачке поездка, она барину камзол и испортила. Барин её и выкинул на дорогу. А по дороге шёл мужик, он собачку подобрал, домой понёс и назвал Розкой. Собачка была маленькой, но зато быстро бегала, очень громко лаяла, никого не боялась, а уж если зубами вцеплялась — не оторвать. Розка неутомимо охотилась на зайцев. Однажды загнала зайца так, что он в пасть большой щуки попал. А щуку мужик поймал и Розку хвалил. А Розка щуку охраняла и котов отгоняла. Засолил мужик щуку в бочку и в город на телеге повёз. А Розка по пути так громко лаяла, что всех зверей распугала. Почуяла зайца, погналась за ним и встретила волков. Убегала от них собачка и забежала в лежащий пень, у которого вся сердцевина рассыпалась. Волк за ней следом сунулся, голова и застряла. А Розка выскочила и в хвост ему зубами вцепилась. Побежал волк с пнём на голове и с Розкой на хвосте. Мужик волка застрелил и шубу себе сшил, а для Розки к шубе карман пришил. Пошёл зимой мужик по улице, а в карман ему вор руку сунул. Розка в палец вцепилась и долго не выпускала. А тут барин мимо ехал. Захотел он шубу волчью у мужика отобрать. Только Розка ему в штаны вцепилась и порвала на лоскутки. Пришлось барину уехать — напугала его Розка.

## Создатели
| Автор сценария, художник-постановщик и режиссёр | \| Андрей Соколов \| |
| Художник по фонам                               | Михаил Желудков |
| Композитор и звукорежиссёр                      | Лев Землинский |
| Шумы                                            | Ольга Платонова |
| Роли озвучивал:                                 | Алексей Колган |
| Аниматоры:                                      | Лариса Ванбина Екатерина Волкова Мария Дроздова Надежда Лёмина Сергей Миронов Юлия Некипелова Михаил Рыкунов Елена Голянкова Ирина Николаева Юрий Поворов Татьяна Подгорская Дарья Потресова Елена Фёдорова Диана Черецкая Ксения Щербакова Анна Юдина |
| Контур и фазовка:                               | Ольга Антоненкова Татьяна Ивонина Наталия Константинова Вера Корогодина Евгения Лерман Оксана Ляшенко Юлия Мясникова Наталия Полетаева |
| Заливка                                         | Мария Кулланда Полина Чернова |
| Ассистент режиссёра                             | Оксана Фомушкина |
| Съёмка и спецэффекты                            | Наталия Арончикова, Мария Кулланда |
| Директор                                        | Игорь Гелашвили |
| Продюсер                                        | Ирина Капличная |
| Над пластилиновой заставкой работали:           | Эдуард Назаров Алексей Почивалов Лев Землинский Юлия Сергеева Степан Бирюков Серафим Чёрный Екатерина Бойкова Евгения Жиркова |
| Художественный совет проекта:                   | Эдуард Назаров, Валентин Телегин, Георгий Заколодяжный Елена Чернова Сергей Меринов |
| Генеральный продюсер проекта                    | Игорь Гелашвили |
| Автор проекта                                   | Александр Татарский |
| Андрей Соколов                                  | |

## Фестивали и награды
- 2009 — XVIII МКФ славянских и православных народов «Золотой Витязь» : Диплом «За самый весёлый фильм».[1]
- 2010 — Фестиваль NAFF (Neum Animated Film Festival) в г. Неум (Босния и Герцеговина): Приз за лучший 2D (рисованный) фильм.[2]